# Allerheiligen (Wendelstein)
Allerheiligen ([alɐˈhaɪ̯lɪɡn̩] , fränkisch: Alhailing) ist ein Wohnplatz des Marktes Wendelstein im Landkreis Roth (Mittelfranken, Bayern). Allerheiligen liegt in der Gemarkung Kleinschwarzenlohe.

## Geographische Lage
Die ehemalige Einöde mit der Allerheiligenkirche ist heute Haus Nr. 1, 3 und 5 der Rangaustraße von Kleinschwarzenlohe. Nordwestlich davon ist die Siedlung Allerheiligenweg entstanden.

## Geschichte
1448 wurde der Ort anlässlich der Kirchweihe erstmals urkundlich erwähnt. Im gleichen Jahr stiftete Sebald Rieter die Frühmesse. Die Rieter von Kornburg hatten bis zu ihrem Aussterben im Jahr 1753 das Kirchenpatronat inne.
Gegen Ende des 18. Jahrhunderts gehörte Allerheiligen zur Realgemeinde Kleinschwarzenlohe. Das Hochgericht übte das brandenburg-ansbachische Richteramt Kornburg aus. Das Mesnerhaus mit Fischgut hatte die Rieter’sche Stiftungsverwaltung Kornburg des Ritterkantons Altmühl als Grundherrn. Zu der Einöde gehörte auch die namensgleiche Kirche. Unter der preußischen Verwaltung (1792–1806) des Fürstentums Ansbach erhielt Allerheiligen die Hausnummern 34 und 35 des Ortes Kleinschwarzenlohe. 1799 gab es im Ort 5 Untertanen.
Im Rahmen des Gemeindeedikts wurde 1808 Allerheiligen dem Steuerdistrikt Großschwarzenlohe, II. Sektion zugeordnet. Das bayerische Urkataster zeigt Allerheiligen in den 1810er Jahren als eine Einöde mit zwei Herdstellen, eigenem Brunnen, der Kirche und dem Gottesacker, räumlich deutlich abgesetzt vom Kleinschwarzenloher Altort.
Es gehörte der 1818 gebildeten Ruralgemeinde Kleinschwarzenlohe an. Nach 1902 wird Allerheiligen nicht mehr als Gemeindeteil geführt.
Am 1. Mai 1978 wurde Allerheiligen im Zuge der Gebietsreform in Bayern nach Wendelstein eingegliedert.

### Baudenkmale
- Allerheiligenkirche, 1448
- Kirch- und Friedhofsummauerung und Torbau, bezeichnet „1600“
- Mesnerhaus aus dem 18. Jahrhundert
- Als Besonderheit befindet sich innerhalb der Kirchenmauer ein kleiner historischer Friedhof mit dem sogenannten „Selbstmörder-Eck“ auf der Nordseite. Früher wurden dort, abgesondert von den Gräbern der ortsansässigen Familien, die zum Teil namenlosen Leichen derer bestattet, die sich beispielsweise im Forst Kleinschwarzenlohe am ehemaligen Ludwig-Donau-Main-Kanal durch Brückensprünge das Leben nahmen, oder am Stauwehr der Erichmühle angeschwemmt wurden. Diese Grabstellen tragen allesamt keine Inschriften und es finden dort auch keine Nachbestattungen statt.

### Einwohnerentwicklung
| Jahr      | 001818 | 001840 | 001861 | 001871 | 001885 | 001900 |
| Einwohner | *      | *      | *      | 8      | 12     | 11     |
| Häuser    | *      | *      |        |        | 2      | 2      |
| Quelle    | [ 11 ] | [ 12 ] | [ 13 ] | [ 14 ] | [ 15 ] | [ 16 ] |

## Religion
Die Allerheiligenkirche war ursprünglich eine Filiale von Unsere Liebe Frau (Katzwang) und wurde wie diese mit der Reformation evangelisch-lutherisch. Spätestens seit dem 18. Jahrhundert ist die Allerheiligenkirche Teil der Pfarrei St. Nikolaus (Kornburg).